# Bienvenido de Arriba
Bienvenido de Arriba Sánchez (Valladolid, 29 de abril de 1973) es un abogado, gestor sanitario y político español, que fue diputado por Salamanca en el Congreso durante la XII legislatura (2016-2019), siendo actualmente senador por la misma provincia en el Senado desde abril de 2019.

## Biografía
Licenciado en Derecho por la Universidad de Salamanca y diplomado en Gestión y Control Económico Financiero de Servicios Sanitarios por la Escuela Nacional de Sanidad (Instituto de Salud Carlos III), está especializado en Alta Dirección y Gestión de Instituciones Sanitarias por IESE.
Entre 1999 y 2007 fue director de Gestión y Servicios Generales de la Gerencia de Atención Primaria de Salamanca y desde 2007 hasta 2016 fue gerente de Atención Primaria de Salamanca.

### Carrera política
Afiliado al Partido Popular desde 1992, ocupó diferentes puestos de responsabilidad en el seno de Nuevas Generaciones. Dentro del PP de Salamanca, ha sido vicesecretario de Acción Electoral y de Organización, de Relaciones con la Sociedad y de Acción Parlamentaria y Comunicación.
En junio de 2016 fue elegido diputado por Salamanca en el Congreso de los Diputados, cargo en el que se mantuvo hasta el año 2019, habiendo llegado a ser vicepresidente segundo de la Comisión de Sanidad, Consumo y Bienestar Social del Congreso en esa legislatura.
Posteriormente, en 2019, fue elegido senador por la provincia de Salamanca en el Senado de España, puesto que revalidó en las elecciones generales de julio de 2023. Además, actualmente es el Secretario de Envejecimiento Activo y Políticas de Cuidados del Partido Popular.